# 3592 Nedbal
A 3592 Nedbal (ideiglenes jelöléssel 1980 CT) a Naprendszer kisbolygóövében található aszteroida. Zdenka Vávrová fedezte fel 1980. február 15-én.